# Olena Prytoula
Olena Yuriivna Prytula (en ukrainien : Олена Юріївна Притула ; russe : Алёна Юрьевна Притула, née le 10 mars 1967) est une journaliste ukrainienne, ancienne rédactrice en chef, propriétaire (et ancien cofondatrice) d'Ukrayinska Pravda, un journal en ligne influent qui se concentre sur l'actualité et la couverture de la vie politique en Ukraine.

## Jeunesse
Née à Zavoljie, dans l'Oblast de Nijni Novgorod, elle et ses parents déménagent dans la ville d'Izmaïl sur le Danube en Ukraine. Elle fait ses études d'ingénieur en électroacoustique et en ultrasons à l'Institut polytechnique d'Odessa. Influencée par les changements sociaux dramatiques en Union soviétique, elle quitte sa carrière d'ingénieur et devient journaliste. Elle commence sa carrière de journaliste en tant que correspondante de l'agence de presse UNIAR, puis travaille comme pigiste pour Reuters en Crimée, correspondante pour l'agence de presse Interfax-Ukraine à Kiev et en Crimée.

## Ukrayinska Pravda
En 2000, elle devient l'un des fondatrices d'Ukrayinska Pravda. Le meurtre du cofondateur du site, le journaliste Gueorgui Gongadzé, qui avait ouvertement protesté contre la censure croissante du gouvernement, attire l'attention sur les questions de liberté d'expression en Ukraine.
L'Ukraine est témoin de la révolution orange au cours de laquelle le site joue un rôle central en fournissant des informations opportunes au public dans une atmosphère de bouleversements et de restrictions de la presse. Dans les années 2000 (décennie), elle fait le choix de compléter le contenu d'Ukrayinska Pravda avec des sites d'informations portant sur l'économie, le style de vie, l'actualité locale et un format tabloïd, créant ainsi un groupe intégré de médias Internet.
Olena Prytula, qui parle russe, insiste pour que les pages d'accueil de ses sites d'information restent en langue ukrainienne, bien qu'une version traduite en russe soit également fournie. L'ancienne version traduite en anglais disponible est interrompue et mise hors ligne.
En mai 2021, elle vend 100% des droits sociaux d'Ukrayinska Pravda à Dragon Capital. Les parties sont convenues que la politique éditoriale du journal resterait inchangée. Selon Dragon Capital, l'investissement est « une autre étape vers le soutien de la liberté des médias et de la liberté d'expression en Ukraine ».